# Fay Spain
Fay Spain (Phoenix, 6 ottobre 1932 – Los Angeles, 8 maggio 1983) è stata un'attrice statunitense.

## Filmografia parziale

### Cinema
- L'adolescente bambola (Teenage Doll), regia di Roger Corman (1957)
- The Abductors, regia di Andrew V. McLaglen (1957)
- Dragstrip Girl, regia di Edward L. Cahn (1957)
- Il quadrato della violenza (The Crooked Circle), regia di Joseph Kane (1957)
- Il piccolo campo (God's Little Acre), regia di Anthony Mann (1958)
- Al Capone, regia di Richard Wilson (1959)
- The Beat Generation, regia di Charles F. Haas (1959)
- The Private Lives of Adam and Eve, regia di Mickey Rooney e Albert Zugsmith (1960)
- Ercole alla conquista di Atlantide, regia di Vittorio Cottafavi (1961)
- L'impero dell'odio (Black Gold), regia di Leslie H. Martinson (1963)
- The Great Space Adventure, regia di Albert Zugsmith (1963)
- Thunder Island, regia di Jack Leewood (1963)
- Flight to Fury, regia di Monte Hellman (1964)
- Choque de Sentimentos, regia di Maximo Giuseppe Alviani (1965)
- The Gentle Rain, regia di Burt Balaban (1966)
- Tempo di terrore (Welcome to Hard Times), regia di Burt Kennedy (1967)
- The Naked Zoo, regia di William Grefe (1970)
- L'idolo (The Todd Killings), regia di Barry Shear (1971)
- Il padrino - Parte II (The Godfather: Part II), regia di Francis Ford Coppola (1974)

### Televisione
- Conflict – serie TV, episodio 1x03 (1956)
- Wire Service – serie TV, episodio 1x13 (1957)
- Have Gun - Will Travel – serie TV, episodio 1x08 (1957)
- Sugarfoot – serie TV, episodio 1x06 (1957)
- The Restless Gun – serie TV, episodi 1x23-2x37 (1958-1959)
- The Court of Last Resort – serie TV, episodio 1x20 (1958)
- Alfred Hitchcock presenta (Alfred Hitchcock Presents) – serie TV, episodi 4x18-5x27 (1959-1960)
- Ricercato vivo o morto (Wanted: Dead or Alive) – serie TV, episodi 2x03-2x18 (1959-1960)
- Playhouse 90 – serie TV, 2 episodi (1956-1958)
- Pursuit – serie TV, episodio 1x11 (1958)
- Mike Hammer – serie TV, 1 episodio (1958)
- The Millionaire – serie TV, 1 episodio (1958)
- The Texan – serie TV, episodio 1x12 (1958)
- Indirizzo permanente (77 Sunset Strip) – serie TV, episodio 1x28 (1959)
- Bonanza – serie TV, episodio 1x14 (1959)
- The Alaskans – serie TV, episodi 1x21-1x27 (1960)
- I detectives (The Detectives) – serie TV, episodio 1x16 (1960)
- Michael Shayne – serie TV episodio 1x05 (1960)
- Hawaiian Eye – serie TV, episodi 1x24-3x27 (1960-1962)
- Avventure in paradiso (Adventures in Paradise) – serie TV, 2 episodi (1959-1961)
- Maverick – serie TV, 4 episodi (1959-1961)
- Gunslinger – serie TV, episodio 1x01 (1961)
- Gli uomini della prateria (Rawhide) – serie TV, 3 episodi (1959-1962)
- Lotta senza quartiere (Cain's Hundred) – serie TV, 1 episodio (1962)
- Ben Casey – serie TV, episodio 1x20 (1962)
- Going My Way – serie TV, episodio 1x19 (1963)
- Laramie – serie TV, 3 episodi (1960-1963)
- A Man Called Shenandoah – serie TV, episodio 1x16 (1966)
- The Greatest Show on Earth – serie TV, episodio 1x10 (1963)
- Death Valley Days – serie TV, 1 episodio (1966)
- Le spie (I Spy) – serie TV, episodio 1x27 (1966)
- Iron Horse – serie TV, episodio 2x11 (1967)
- Gunsmoke – serie TV, 3 episodi (1957-1967)
- Gli eroi di Hogan (Hogan's Heroes) – serie TV, 2 episodi (1968)
- Mannix – serie TV, 2 episodi (1967-1972)
- Mistero in galleria (Night Gallery) – serie TV, 1 episodio (1972)
- Ironside – serie TV, 1 episodio (1974)
- Pepper Anderson agente speciale (Police Woman) – serie TV, 2 episodi (1974-1975)